# أولي بورتون
أولي بورتون (بالإنجليزية: Ollie Burton)‏ هو لاعب كرة قدم بريطاني في مركز الدفاع، ولد في 11 سبتمبر 1941 في Chepstow ‏ في المملكة المتحدة. شارك مع منتخب ويلز لكرة القدم. أما مع النوادي، فقد لعب مع نورويتش سيتي ونيوبورت كونتي ونيوكاسل يونايتد.